# Duo Onbekend
Duo Onbekend was een Nederlands zangduo uit Breda.
Het was een vervolg op Duo X, met Pierre Kartner en Annie de Reuver. Nadat De Reuver met Duo X stopte, werd ze vervangen door Riki Verkooyen. Toen ook Kartner met het project stopte, werd de naam gewijzigd in Duo Onbekend en trad Jack Bruins toe als nieuwe zanger. Bruins kwam uit het amusementsorkest de Stramouko's. Ook zat hij bij trio de Rijo's. De eerste zanger van Duo Onbekend was niet Jack Bruins, maar Jan Tempelaars uit Oosterhout. Hij was ook de zanger toen Rode rozen op witte zijde in de top 40 stond. Hij maakte samen met Riki Verkooyen minstens 2 LP's. Niet veel later overleed Jan Tempelaars aan een hartstilstand tijdens een optreden in Kaatsheuvel.
Duo Onbekend zong composities van met name Ad Verkooyen, de echtgenoot van Riki Verkooyen, maar ook een enkele van Pierre Kartner en Johnny Hoes. De albums kwamen uit op het Telstar-label. De single Rode rozen op witte zijde kwam op 15 april 1972 in de Nederlandse Top 40 binnen. De plaat stond 3 weken in de hitlijst en kwam tot de 32e positie. Andere liedjes van het Duo Onbekend zijn onder andere Alles in het leven duurt maar even en Ik zal je nooit meer vergeten.

## Singles
- Weet je nog hoe je me trouw beloofde (1970)
- Jij en ik (1972)
- Rode rozen op witte zijde (1972)
- Altijd samen zijn (1972)
- Altijd (1972)
- Het duivemelkerslied (1974)
- Rode rozen op witte zijde (1976)
- Als de sterren daarboven stralen (1977)
- Alles in het leven duurt maar even (1978)
- Ik zal je nooit meer vergeten (1979)
- Opoe, wat heb je nou gedaan (1980)
- Nooit geleerd (1981)
- Wat kan ons gebeuren? (1982)
- Amatrices (1982)
- Ach, waarom laat je mij toch zo lijden (1985)
- Mooi Amsterdam (1985)

## Albums
- In Gedachten Zie Ik 't Kerkje Weer (1970)
- 25 Rozen en Andere Nieuwe Successen (1973)
- Als de Sterren Daarboven Stralen (1977)

## Trivia
- Ad en Riki Verkooyen traden eerder op als het Kermisduo. Bovendien hadden ze een platenzaak en opnamestudio in Breda.
- Ad Verkooyen overleed in 1988 aan een hartstilstand.
- Zoon Frank Verkooyen is zanger, tekstschrijver en componist.
- Jack Bruins speelde als gitarist in het amusementsorkest de Stramouko's. In 1972 werd deze groep omgedoopt tot het Vader Abraham Showorkest.